# Placówka Straży Celnej „Mielnica”

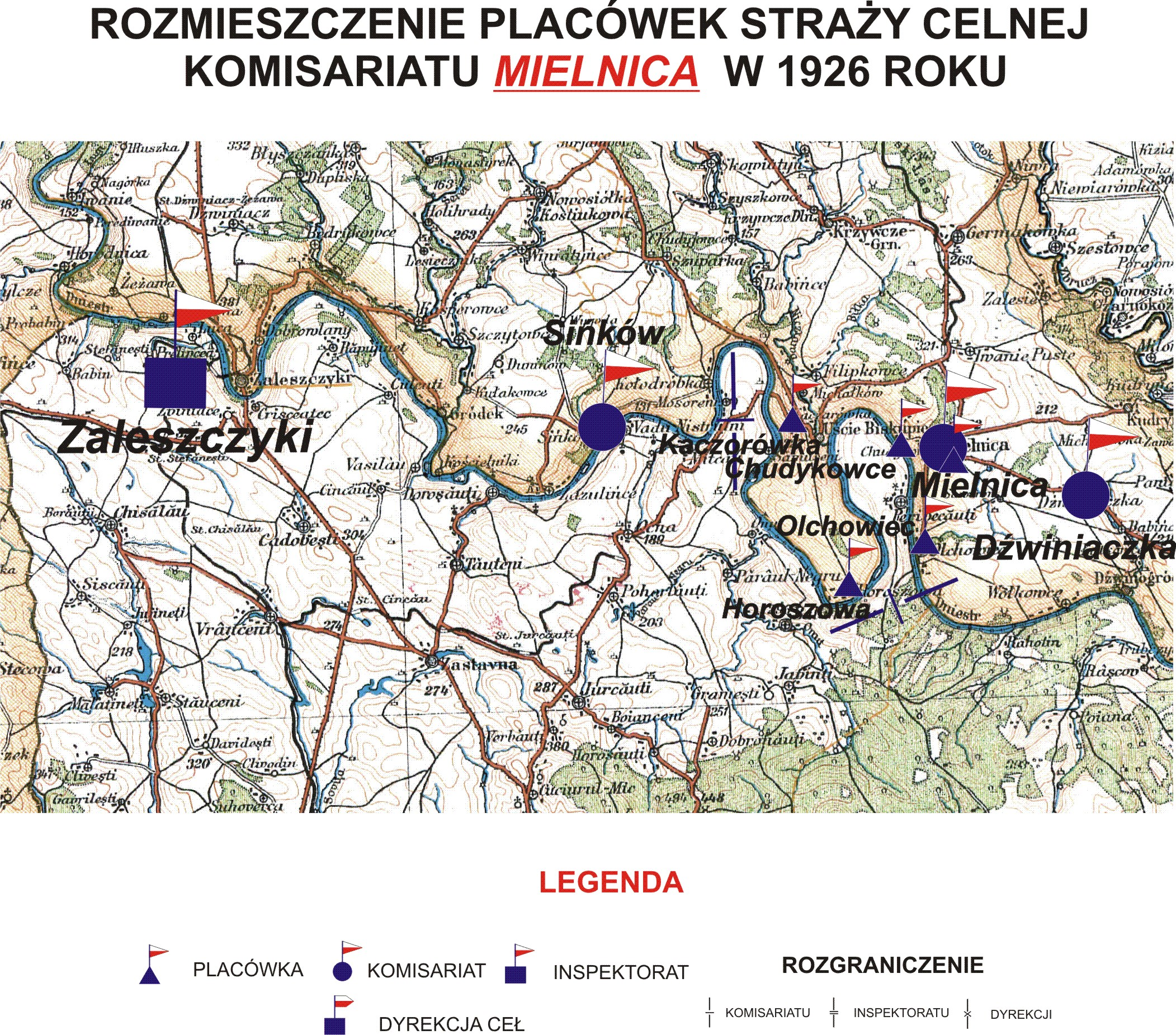
Rozmieszczenie placówek SC komisariatu "Mielnica" w 1926

Placówka Straży Celnej „Mielnica” – jednostka organizacyjna Straży Celnej pełniąca w okresie międzywojennym służbę ochronną na granicy polsko-rumuńskiej.

## Formowanie i zmiany organizacyjne
Na wniosek Ministerstwa Skarbu, uchwałą z 10 marca 1920 roku, powołano do życia Straż Celną. Od połowy 1921 roku jednostki Straży Celnej rozpoczęły przejmowanie odcinków granicy od pododdziałów Batalionów Celnych. Proces tworzenia Straży Celnej trwał do końca 1922 roku. Placówka Straży Celnej „Mielnica” weszła w podporządkowanie komisariatu Straży Celnej „Mielnica” z Inspektoratu SC „Zaleszczyki”.
W drugiej połowie 1927 roku przystąpiono do gruntownej reorganizacji Straży Celnej. W praktyce skutkowało to rozwiązaniem tej formacji granicznej. Ochronę północnej, zachodniej i południowej granicy państwa przejęła powołana z dniem 2 kwietnia 1928 roku Straż Graniczna. W strukturach nowo powstałej formacji placówki „Mielnica” nie odtworzono.
Jeszcze wcześniej, z dniem 1 listopada 1927 roku Inspektorat Straży Celnej „Zaleszczyki”, w tym komisariat SC „Mielnica” został rozwiązany, a  rejon odpowiedzialności komisariatu został przekazany pododdziałom Korpusu Ochrony Pogranicza .

## Funkcjonariusze placówki
Kierownicy placówki
| stopień    | imię i nazwisko, numer | okres pełnienia służby | kolejne stanowisko |
| ---------- | ---------------------- | ---------------------- | ------------------ |
| przodownik | Antoni Cichy (380)     | był w 1926             |                    |

Obsada personalna placówki w 1926:
- przodownik Antoni Cichy (380)
- starszy strażnik Jan Flak (384)
- strażnik Władysław Kłosowski (1455)